# Maclis
Els maclis (llatí: Machlyes, grec antic: Μάχλυες) foren un poble libi de la regió de la Bizacena, a la vora del riu Tritó i separats pel llac Tritònide del poble dels lotòfags, però que com aquests menjaven flors de lotus. Per la banda de ponent tenien per veïns els auseus. Segons Heròdot, portaven els cabells llargs i celebraven un festival anual dedicat a una deessa pròpia (que Heròdot assimilà a Atena) en el qual es dividien en dos bàndols que es barallaven. Plini el Vell els considera veïns dels Callyphanes i eren andrògins. Es deia que eren hermafrodites.
Podria ser una variant de l'antic etnònim màzics, cognat de l'etnònim actual amazics.